# Russula albonigra
Russula albonigra là một loài nấm trong chi Russula.